# Karl-Erik Palmér
Pour les articles homonymes, voir Palmer.
Karl-Erik Palmér (né le 17 avril 1929 à Malmö en Suède et mort le 2 février 2015), est un footballeur international suédois, qui jouait au poste de milieu de terrain.
Il était surnommé « Calle » ou encore « Bombolo » en Italie.

## Biographie

### Carrière en club
Il débuta en 1948 dans le club de sa ville natale du Malmö FF, où il joua durant 3 ans avant de faire ses bagages pour l'Italie où il joua 7 saisons avec l'AC Legnano.
En 1958, il rejoint le club de la Juventus où il joue durant un an. Son premier match avec les bianconeri a lieu en coupe le 8 juin 1958 lors d'un nul 1-1 contre Pro Vercelli (il n'y disputa que 10 rencontres).
Ensuite il revint à Malmö pour terminer sa carrière en 1960.

### Carrière en sélection
Il joua avec l'équipe de Suède sa seule Coupe du monde en 1950.
Lors de la Coupe du monde de la FIFA 1950, Palmér marque 3 buts, le premier lors du 1er tour contre le Paraguay, les deux derniers pendant la poule finale, un contre l'Uruguay et un pendant la fausse petite finale (comme pour la finale Uruguay-Brésil, ce match était par hasard le match considéré comme la petite finale) Espagne-Suède.

## Palmarès
Juventus
- Coupe d'Italie (1) :
  - Vainqueur : 1958-59.

## Statistiques
| Saison    | Club       | Match(es) | But(s) |
| --------- | ---------- | --------- | ------ |
| 1948/1949 | Malmö FF   | 0         | 0      |
| 1949/1950 | Malmö FF   | 0         | 0      |
| 1950/1951 | Malmö FF   | 0         | 0      |
| 1951/1952 | AC Legnano | 32        | 6      |
| 1952/1953 | AC Legnano | 26        | 3      |
| 1953/1954 | AC Legnano | 23        | 1      |
| 1954/1955 | AC Legnano | 34        | 5      |
| 1955/1956 | AC Legnano | 30        | 4      |
| 1956/1957 | AC Legnano | 28        | 1      |
| 1957/1958 | AC Legnano | 19        | 1      |
| 1958/1959 | Juventus   | 3         | 0      |
| 1959/1960 | Malmö FF   | 3         | 0      |
| 1960/1961 | Malmö FF   | 0         | 0      |